# Frank Davey
Frankland Wilmot Davey, né le 19 avril 1940 à Vancouver en Colombie-Britannique, est un poète et critique littéraire canadien.

## Biographie
Après avoir étudié à l'Université de la Colombie-Britannique sous la direction de Warren Tallman (en), Frank Davey étudie en Californie à l'université de Californie du Sud. Il enseigne ensuite au Collège militaire Royal Roads, et aux universités Sir George Williams et York en 1970.
Les premiers poèmes de Davey ont été recueillis dans L'An trentiesme: Selected Poems, 1961-1970 (1972) et dans Selected Poems: the Arches (1980). En 1965, il dirige la revue Open Letter où il publie des poèmes de forme et expérimentaux.
Son travail de critique littéraire porte principalement sur les écrivains Earle Birney, Louis Dudek et Raymond Souster (en). Il publia en 1974 un ouvrage sur la littérature anglophone du Canada nommé 'From Here to There: a Guide to English-Canadian Litterature since 1960.